# Васильев, Александр Александрович (радиоинженер)
Александр Александрович Васильев (род. 15 февраля 1934) — российский учёный, доктор технических наук, профессор, лауреат Государственной премии СССР. Конструктор военной техники.

## Биография
Окончил Московский авиационный институт (1957).
С 1957 года работал в Радиотехническом институте имени академика А. Л. Минца (РТИ): младший научный сотрудник, с 1962 года — начальник лаборатории, с 1971 года — начальник отдела, в последние годы работы — ведущий научный сотрудник.
В 1967 году защитил кандидатскую диссертацию, в 1989 году присуждена ученая степень доктора технических наук. В 1999 году избран действительным членом Международной академии информатизации.
Главный конструктор выносной приемной позиции «Даугава» Мурманского узла (1972—1977), РЛС «Даугава-2» (1977—1979) и РЛС «Дарьял-У» (1979—1995).
Лауреат Государственной премии СССР в области науки и техники (1974, в составе коллектива) — за цикл работ, связанных с каналами использования фазовой информации в радиолокационных станциях (РЛС «Днепр»). 
Награждён орденом Трудового Красного Знамени (1971), медалями.
Автор более 20 изобретений. Заслуженный изобретатель РФ, почётный радист.